# Chasmogamia
Chasmogamia – rodzaj zapylenia zachodzący w otwartym kwiecie. Jej przeciwieństwem jest klejstogamia, zachodząca w kwiecie zamkniętym.